# Martin-pêcheur vert
Chloroceryle americana
Espèce
Statut de conservation UICN

 LC  : Préoccupation mineure
Le Martin-pêcheur vert (Chloroceryle americana) est une espèce d'oiseau de la famille des Alcedinidae.

## Description
Cette espèce mesure environ 18 cm de longueur. Elle présente un dimorphisme sexuel. Les deux sexes ont la tête légèrement huppée, le dos  et la plupart des rectrices verts, les ailes et les rectrices externes de même couleur mais fortement tachées de blanc, les flancs tachés de vert et le ventre blanc. Le mâle a la poitrine marquée d'une bande rousse et la femelle de deux bandes vertes plus minces.

## Répartition
Cet oiseau vit en Amérique du sud du Texas au centre de l'Argentine : Costa Rica...

## Habitat
Cette espèce fréquente les ruisseaux et les étangs.

## Galerie

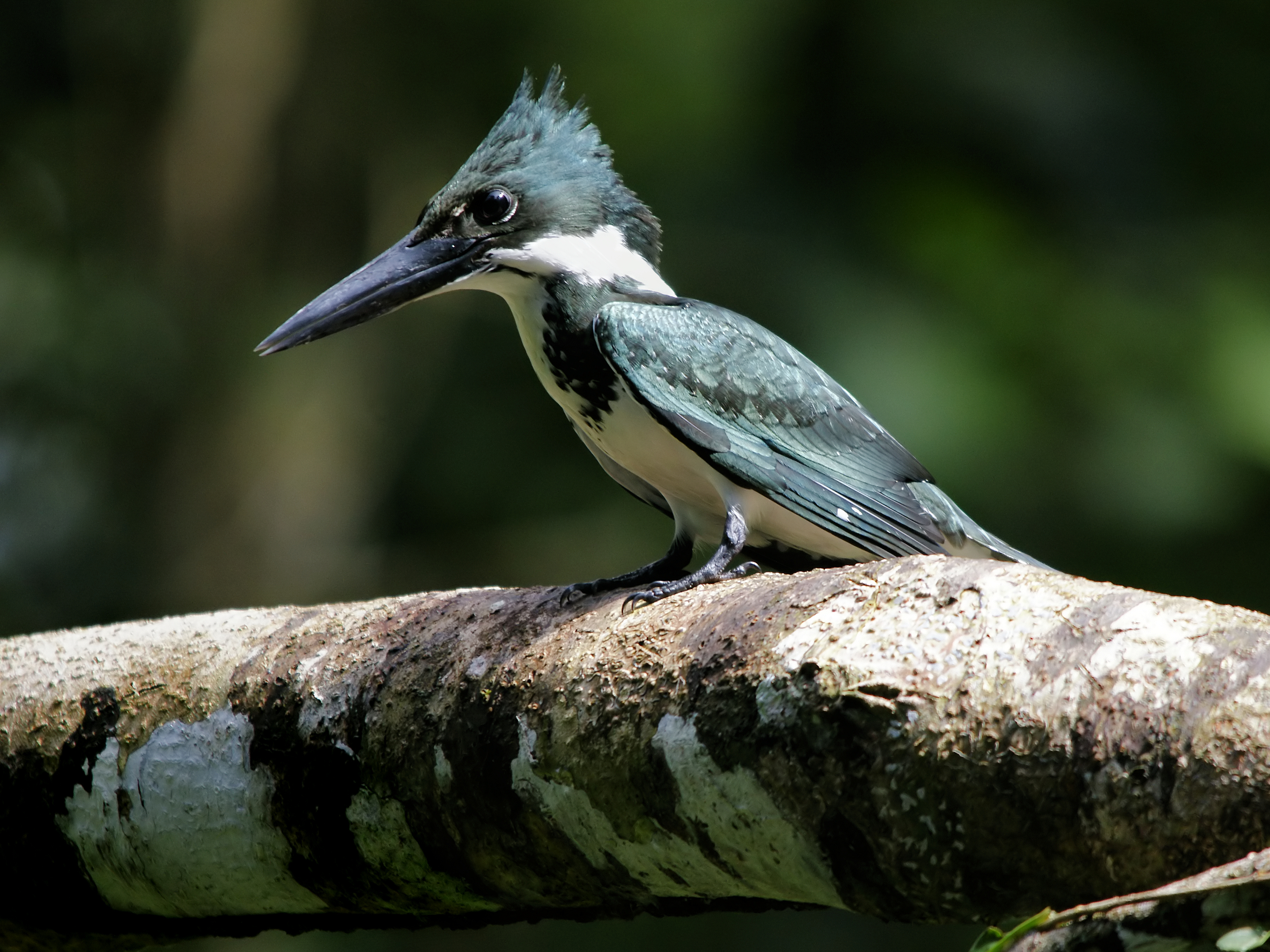
Femelle (Costa Rica)
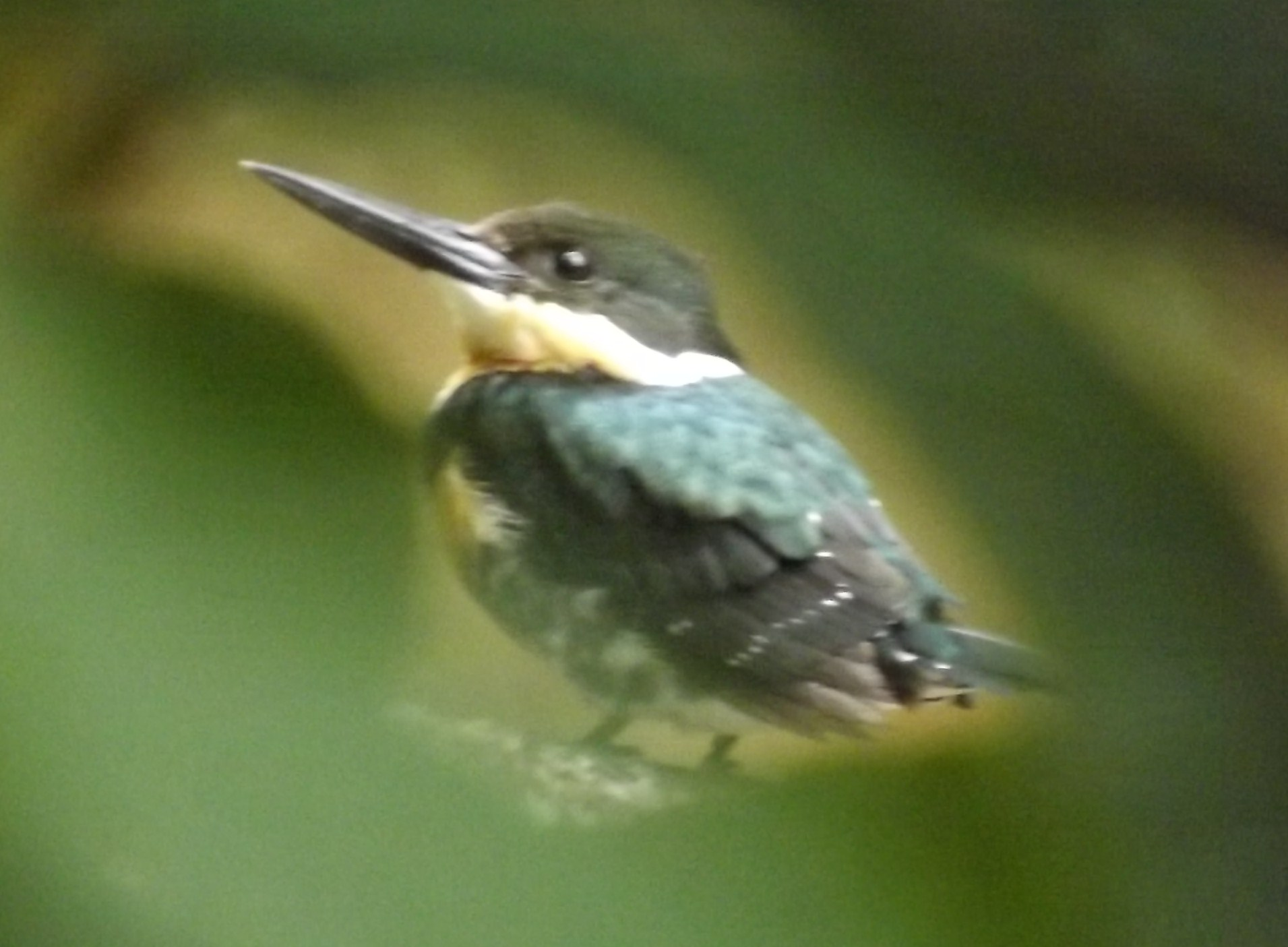
Femelle (Equateur)
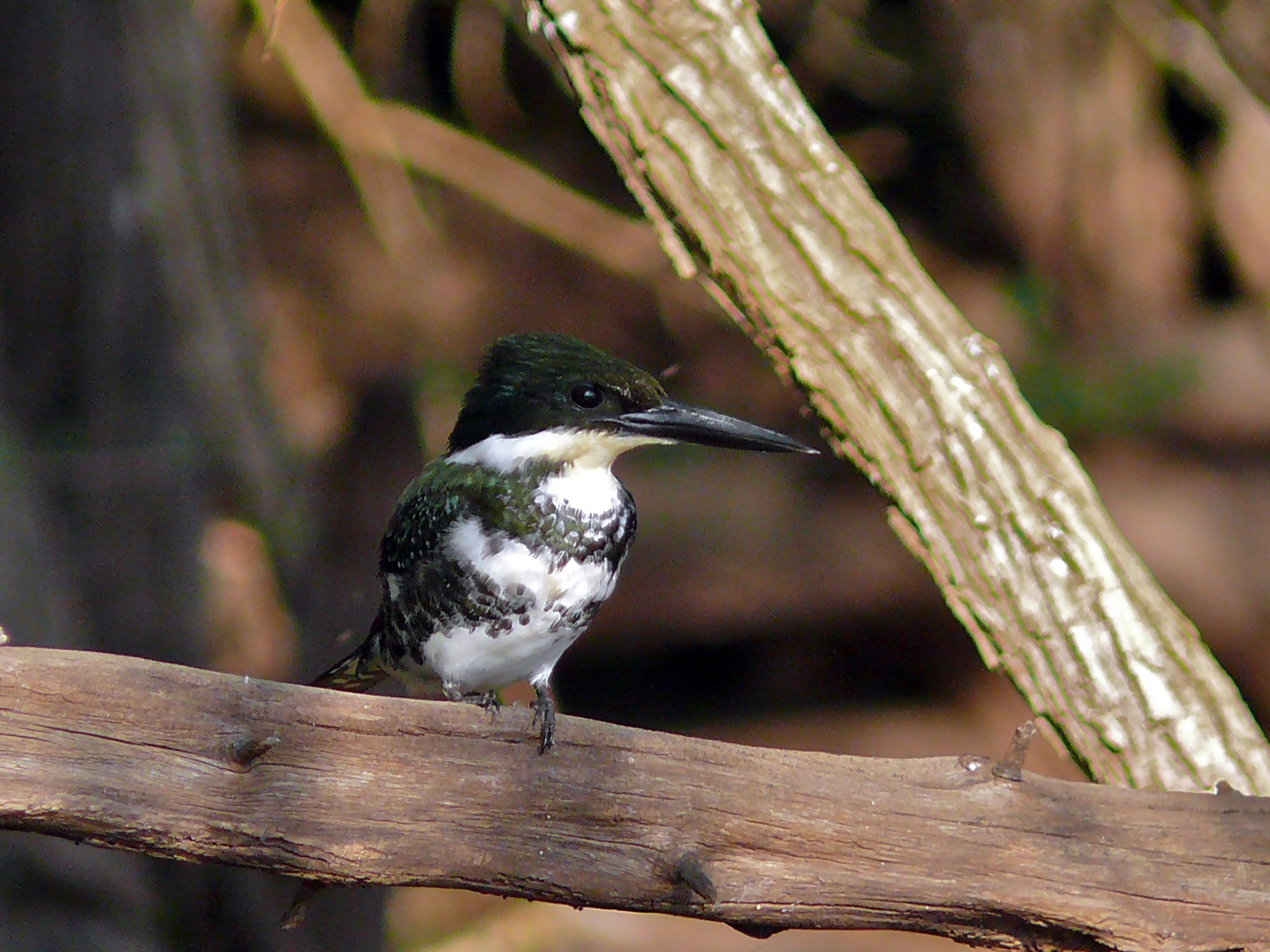
Femelle (Belize)
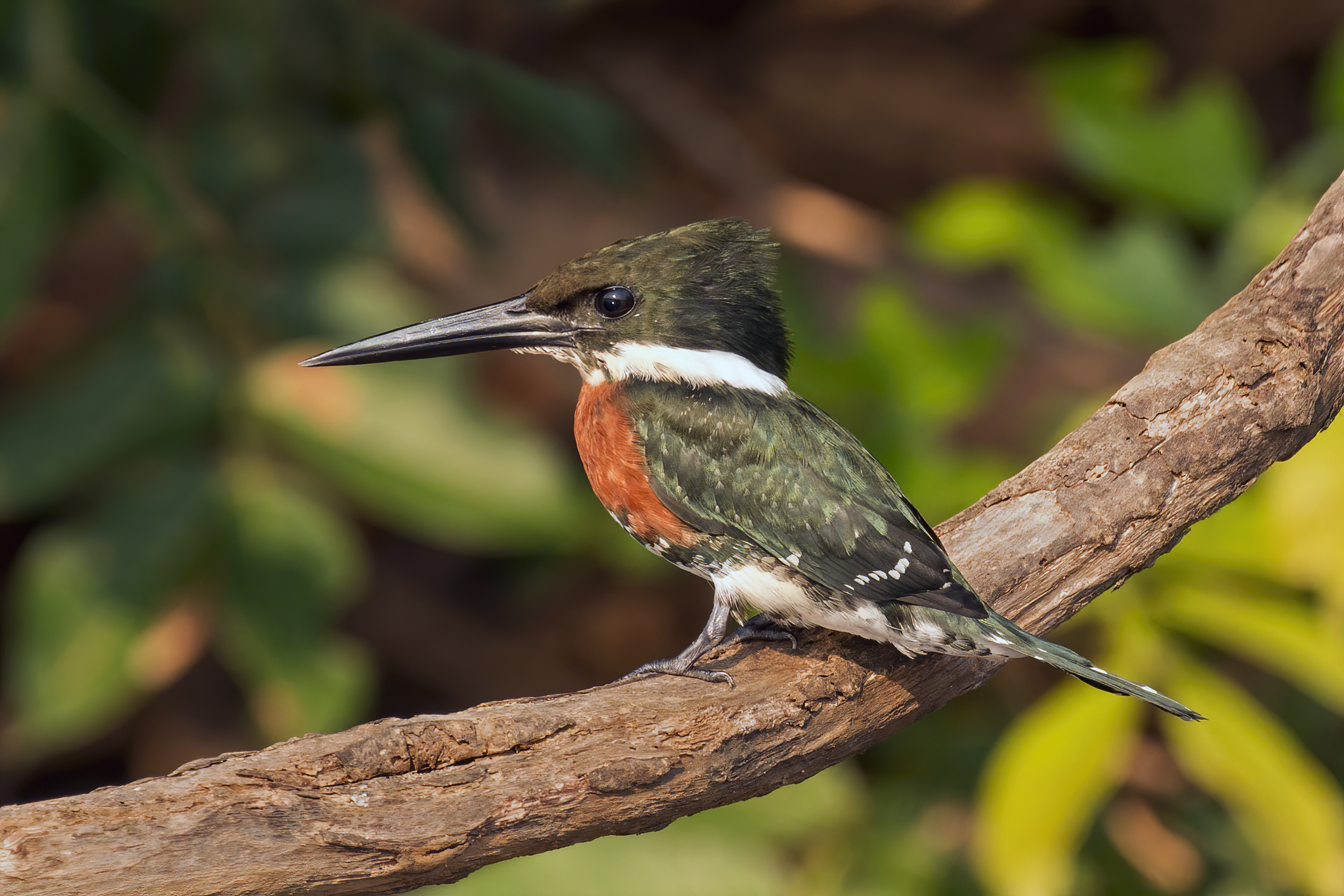
Male, au bord du Rio Cristalino dans le Mato Grosso, Brésil. Septembre 2015.

## Sous-espèces
Selon Alan P. Peterson, cet oiseau est représenté par cinq sous-espèces :
- Chloroceryle americana americana (Gmelin, 1788) ;
- Chloroceryle americana cabanisii (Tschudi, 1846) ;
- Chloroceryle americana hachisukai (Laubmann, 1941) ;
- Chloroceryle americana mathewsii (Laubmann, 1927) ;
- Chloroceryle americana septentrionalis (Sharpe, 1892).